# Hildebrand Gurlitt

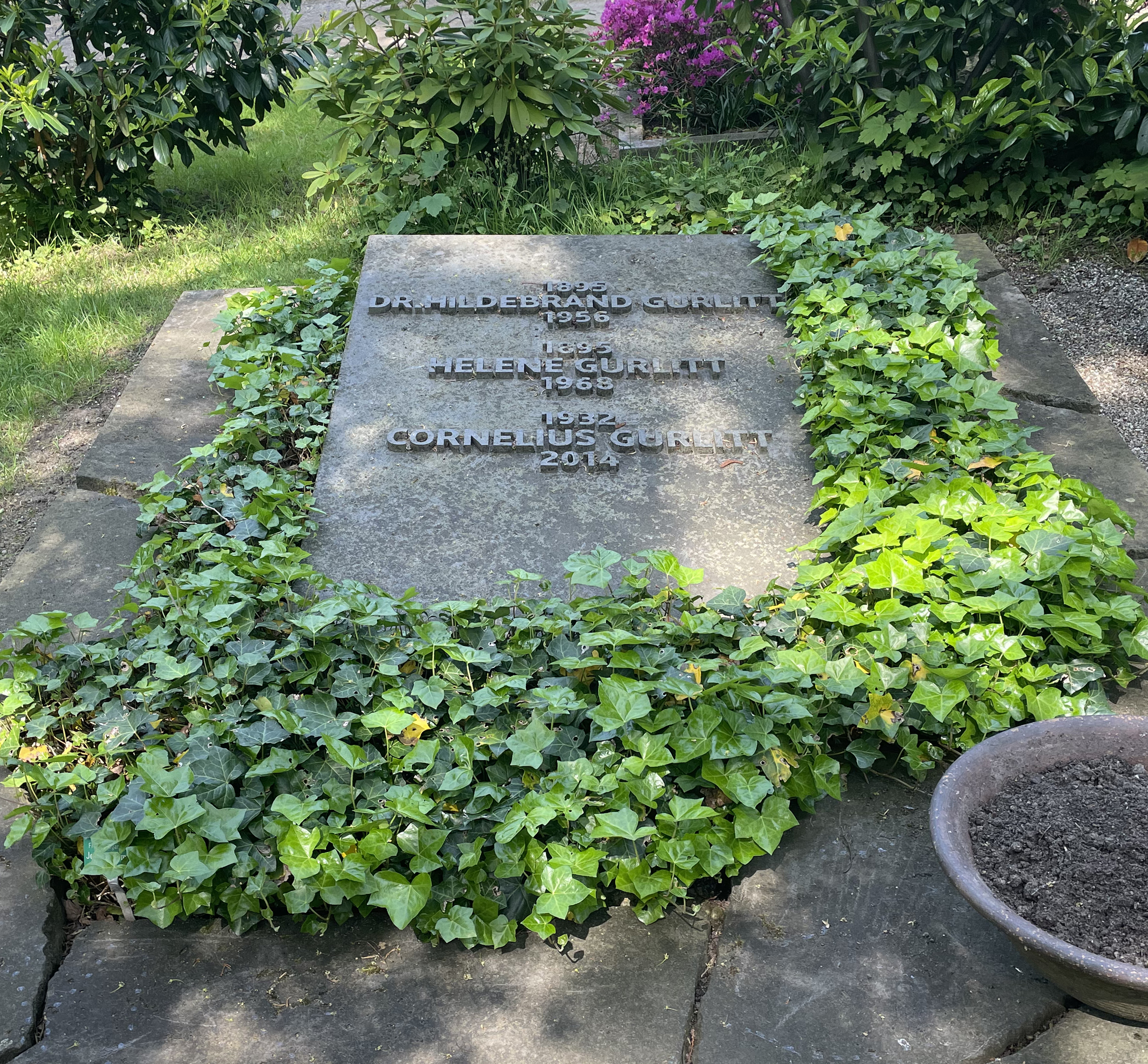
Tumba de Hildebrand Gurlitt

Hildebrand Gurlitt (Dresde, 15 de septiembre de 1895 - Düsseldorf, 9 de noviembre de 1956) fue un comerciante de arte e historiador del arte alemán. Tuvo una participación muy activa en el expolio de obras de arte de judíos franceses durante la  ocupación nazi de 1940-1944.
Fue hijo de un historiador de la arquitectura y sus estudios se desarrollaron en el campo de la Historia del Arte, especialidad en la que alcanzó una sólida formación. En 1925 fue nombrado director de los museos de Zwickau (Sajonia) y de Hamburgo, pero a principios de la década de 1930 pierde esos puestos entre otras razones por su defensa de los pintores alemanes expresionistas que los nazis incluyen en el arte degenerado. Entonces se convierte en marchante de arte en Hamburgo y como tal forma parte de la comisión de liquidación de obras de arte consideradas como degeneradas.
En 1942 fue designado por mediación de Hermann Voss, comprador oficial de obras de arte en París, entonces bajo ocupación alemana, para el museo que Hitler ha decidido crear en Linz y para lo que dispone de unas sumas de dinero considerables. Durante ese tiempo también se dedica a comprar obras de arte confiscadas a judíos franceses.
En 2011, más de 1400 obras de arte que se cree que fueron expoliadas a familias judías se encontraron en Munich en casa de su hijo Cornelius Gurlitt, 300 de las cuales habrían sido parte de la exposición de Arte Nazi Degenerado. Entre los especialistas encargados de devolver esas obras a sus legítimos dueños y herederos se encontraba la historiadora del arte francesa Emmanuelle Polack.